# Elite Beat Agents
Elite Beat Agents è un videogioco musicale prodotto da Nintendo e sviluppato da iNis per Nintendo DS, sequel "spirituale" di Osu! Tatakae! Ouendan.

## Accoglienza
Reggie Fils-Aime ha dichiarato in un'intervista di essere insoddisfatto delle vendite di Elite Beat Agents, dato che l'obiettivo di raggiungere 300 000 copie nel primo mese dall'uscita del gioco non è stato raggiunto, avendo venduto solamente 120 000 unità. Secondo i dati di Gamasutra a gennaio 2009 negli Stati Uniti d'America sono state vendute 179 000 copie.
Il gioco è stato considerato da IGN uno dei migliori giochi pubblicati nel 2006 per Nintendo DS.